# Ileana Sonnabend
Ileana Sonnabend (de soltera Schapira, Bucarest, 29 de octubre de 1914 - Nueva York, 21 de octubre de 2007) fue una marchante de arte rumano-estadounidense del siglo XX.

## Biografía
Nació en el seno de una familia acomodada como Ileana Schapira, de padre judío rumano, Mihail Schapira, y de madre vienesa, Marianne Strate-Felber. Su padre fue un exitoso hombre de negocios y asesor financiero del rey Carlos II de Rumanía. Sonnabend estuvo casada durante muchos años con Leo Castelli, a quien conoció en Bucarest en 1932 y con quien se casó poco después. En 1936 la pareja se había desplazado a Viena, donde nacería su hija, bautizada como Nina-Giulia Antonia Matilda Krauss Castelli y conocida socialmente como Nina Sundell. 
Tiempo después, ya en la década de 1940, abandonaron Europa para instalarse en la ciudad de Nueva York, al amparo de su padre, quien, en vista de lo que estaba ocurriendo en Europa, había redirigido sus negocios hacia América. Ya en Estados Unidos, Ileana Sonnabend estudió psicología en la Universidad de Columbia.
Durante la década de 1940, su madre Marianne Schapira se divorció de su padre y conoció y se casó con el pintor estadounidense de origen ruso John D. Graham, figura clave para el desarrollo de artistas como Jackson Pollock, Willem de Kooning o Arshile Gorky, entre otros. Graham también se convirtió en mentor de Ileana y Leo al presentarles a sus amigos artistas en el mundo del arte de Nueva York. Después de divorciarse de Castelli (con quien siguió siendo amiga y colaborando en la galería de arte que habían montado juntos) en 1959 se casó con el estudioso de Miguel Ángel Michael Sonnabend, nacido en Polonia, a quien había conocido durante la década de 1940.
Tras la Segunda Guerra Mundial y ya estabilizada Europa, Ileana regresó a Francia con su marido, donde establecieron en París la Galería Sonnabend en 1962 y contribuyó decisivamente a dar a conocer en Europa el arte estadounidense de la década de 1960, con énfasis en el arte pop. En 1970 abrió las puertas de una nueva galería en Nueva York, en Madison Avenue, y en 1971 se trasladó a 420 West Broadway en SoHo, donde fue uno de los principales protagonistas que hicieron del SoHo el centro de arte internacional que siguió siendo hasta principios de los años 1990. La galería contribuyó decisivamente a dar a conocer en Estados Unidos el arte europeo de la década de 1970, con énfasis en el arte conceptual europeo y el Arte Povera. También presentó arte conceptual y minimalista estadounidense de la década de 1970. En 1986, la exposición denominada "Neo-Geo" presentó, entre otros, al artista Jeff Koons. A finales de la década de 1990, la galería se mudó a Chelsea y continúa activa después de la muerte de Sonnabend. La galería continúa mostrando el trabajo de artistas que saltaron a la fama en las décadas de 1960 y 1970, incluidos Robert Morris, Bernd y Hilla Becher y Gilbert & George, así como artistas más recientes como Jeff Koons, Rona Pondick, Candida Höfer, Elger Esser y Clifford Ross.
El 21 de octubre de 2007 murió en Nueva York a la edad de 92 años. 